# Asta Backman
Asta Elisabeth Backman nacida como Agda Elisabeth Inberg (Vaasa, 4 de febrero de 1917 — Helsinki, 18 de febrero de 2010) fue una actriz finesa de teatro, televisión y cine. 
Estuvo casada con el actor berlinés Fritz-Hugo Backman, fallecido en 1993.

## Filmografía
- Synnin jäljet (1946)
- Ylijäämänainen (1951)
- Veteraanin voitto (1955)
- Pastori Jussilainen (1955)
- Neiti talonmies (1955)
- Kustaa III (1963)
- Kuuma kissa? (1968)
- Täällä Pohjantähden alla
- Kesyttömät veljekset (1969)
- Pohjantähti (1973)
- Runoilija ja muusa (1978)
- Olga (1978)
- Vihreän kullan maa, TV (1987)